# St. Antonius von Padua (Romatsried)

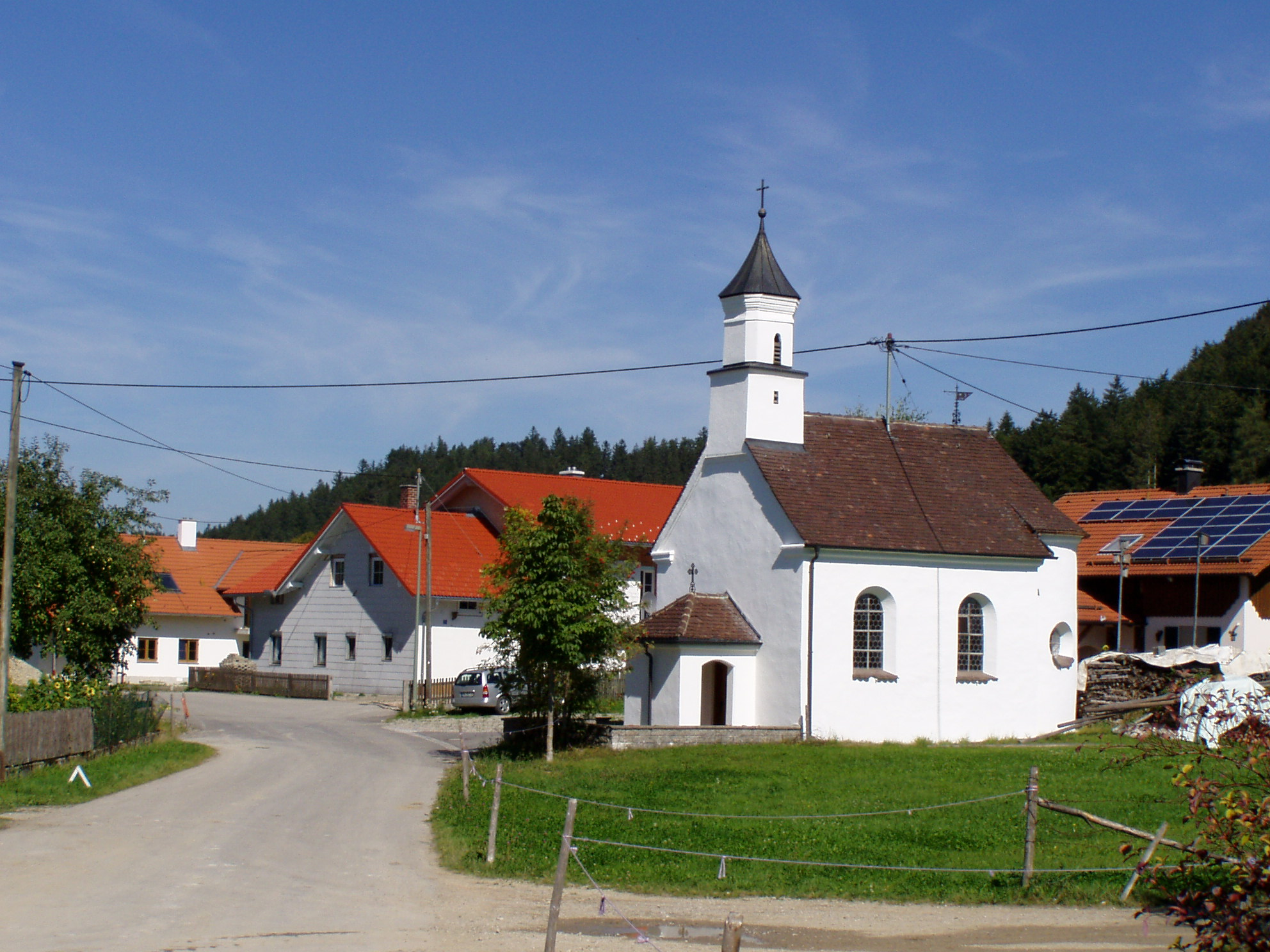
St. Antonius von Padua in Romatsried

Die römisch-katholische Kapelle St. Antonius von Padua steht in Romatsried, einem Gemeindeteil von Eggenthal im schwäbischen Landkreis Ostallgäu von Bayern. Die Kirche ist in der Liste der Baudenkmäler in Eggenthal als Baudenkmal unter der Nr. D-7-77-124-18 eingetragen und dem heiligen Antonius von Padua gewidmet.

## Beschreibung
Die Kapelle wurde 1716 erbaut. Sie besteht aus einem Langhaus, einem eingezogenen, halbrund geschlossenen Chor im Osten und einem Anbau für das Portal im Westen. Aus dem Satteldach des Langhauses erhebt sich über der Fassade im Westen ein quadratischer Dachreiter, dessen Obergeschoss mit abgeschrägten Ecken den Glockenstuhl beherbergt und der mit einem spitzen Helm bedeckt ist. Der Innenraum des Langhauses ist mit einer Flachdecke überspannt, der des Chors mit einem Stichkappengewölbe, das auf Pilastern ruht. Die Fresken wurden 1716 eingefügt. Im Langhaus ist eine Schutzmantelmadonna dargestellt. Über dem Chorbogen befindet sich das Wappen des Klosters Irsee. Der Altar wurde in der Erbauungszeit aufgestellt. 